# Emblème de la Papouasie-Nouvelle-Guinée

Emblème de la Papouasie-Nouvelle-Guinée

L'emblème national de la Papouasie-Nouvelle-Guinée fut dessiné en 1971. Il montre un oiseau de paradis, du genre Paradisaea, qui repose sur un kundu, un tambour à usage cérémonial. Derrière le tambour, on peut voir une lance à tête barbelée et au corps finissant en pointe (comme un harpon). 
La majeure partie des espèces connues des oiseaux de paradis vivent dans ces îles. Cet oiseau est également présent dans le drapeau national.